# Estádio de Luxemburgo
O Estádio de Luxemburgo (em francês: Stade de Luxembourg) é o estádio nacional do Grão-Ducado de Luxemburgo, localizado no bairro de Gasperich, na cidade de Luxemburgo. O estádio recebe as seleções nacionais de futebol e rúgbi do Luxemburgo e está classificado como um estádio de categoria 4 pela UEFA, o que lhe permite receber jogos internacionais. A construção do estádio ocorreu entre setembro de 2017 e julho de 2021, perdendo a data alvo original de 2019 para a conclusão.
Em 1 de setembro de 2021, o estádio marcou sua abertura oficial ao sediar sua primeira partida internacional entre as seleções de futebol masculino do Luxemburgo e do Azerbaijão, como parte das eliminatórias da Copa do Mundo da FIFA de 2022. A cerimônia de inauguração do estádio será realizada no final deste mês, no dia 25 de setembro. O Stade de Luxembourg substitui o antiquado Estádio Josy Barthel, prestes a ser demolido.

## Histórico
O projeto do estádio foi elaborado pelo escritório de arquitetura local Beng Architectes Associés em conjunto com a Gerkan, Marg and Partners, de Hamburgo, e selecionado de um total de 25 propostas do Ministro do Esporte de Luxemburgo e do Prefeito da Cidade de Luxemburgo em setembro de 2014. O projeto final e os planos de construção foram aprovados por unanimidade de votos dos vereadores da cidade de Luxemburgo em 5 de dezembro de 2016.
Os primeiros trabalhos de solo no estádio começaram em março de 2017, com os trabalhos de construção começando em 21 de agosto de 2017, e uma cerimônia oficial de lançamento da pedra fundamental na presença da prefeita Lydie Polfer realizada em 18 de setembro de 2017. As obras deviam estar concluídas até outubro de 2019, com um custo estimado, no início da construção, de 61,1 milhões de euros, sendo 40 milhões de euros a cargo do Ministério do Desporto e o restante pela Câmara Municipal do Luxemburgo. No entanto, devido a atrasos na construção, a conclusão do estádio foi inicialmente adiada até 2020, antes de ser finalmente concluída em julho de 2021. Os custos de construção foram revisados para cerca de 80 milhões de euros, com a administração da Cidade de Luxemburgo pagando pelo excedente.

## Infraestrutura
Devido à sua localização ao longo da autoestrada A6, o estádio está situado ao longo de um eixo leste-oeste, no lugar do eixo norte-sul mais tradicional usado para estádios. O estádio foi projetado para receber uma capacidade de 9.385 espectadores com assentos totalmente cobertos para eventos esportivos, e pode receber até 15.000 espectadores para espetáculos. A arquibancada principal está situada ao longo do lado sul do campo. Para atender ao seu duplo propósito como local de futebol e rúgbi, além de receber concertos ocasionais, o estádio está equipado com uma superfície de jogo de grama híbrida.

## Nome do estádio
O nome do estádio foi revelado como "Stade de Luxembourg" em uma coletiva de imprensa em julho de 2020. Em setembro de 2020, a Câmara dos Deputados do Luxemburgo rejeitou uma petição para alterar o nome usando a língua luxemburguesa.

## Trânsito público
Após a conclusão da nova linha de bonde da Cidade de Luxemburgo em 2023, o estádio será servido pelo futuro terminal de bonde Cloche d'Or.
Um parque de estacionamento com 2.000 vagas, em construção em frente à entrada da Route d'Esch do estádio, deve ser concluído em meados de 2023.